# Nejvyšší úspěšnost zákroků 1. české hokejové ligy
Toto je seznam úspěšnost zákroků brankářů dle sezón 1. české hokejové ligy. Sčítání statistik provádi web hokej.cz, který zaznamenává statistiky od roku 1999.

## Seznam nejlepších brankářů

### Základní část
| Sezóna    | Vítěz                       | Klub                    | Úspěšnost |
| --------- | --------------------------- | ----------------------- | --------- |
| 1999/2000 | Lukáš Sáblík                | HC Dukla Jihlava        | 93,51 %   |
| 2000/2001 | Kamil Jarina                | KHL Chomutov            | 94,70 %   |
| 2001/2002 | Pavel Maláč                 | HC Prostějov            | 94,25 %   |
| 2002/2003 | Zdeněk Orct                 | HC Vagnerplast Kladno   | 93,48 %   |
| 2003/2004 | Petr Svoboda                | HC Olomouc              | 94,31 %   |
| 2004/2005 | Jan Chábera                 | HC České Budějovice     | 93,54 %   |
| 2005/2006 | Jaroslav Hübl               | SK Kadaň                | 93,94 %   |
| 2006/2007 | Alexandr Hylák              | HC VČE Hradec Králové   | 94,22 %   |
| 2007/2008 | Jakub Štěpánek              | HC Sareza Ostrava       | 94,57 %   |
| 2008/2009 | Martin Němec                | HC Chrudim              | 94,13 %   |
| 2009/2010 | Kamil Jarina Filip Landsman | SK Kadaň HC Chrudim     | 93,72 %   |
| 2010/2011 | Pavel Francouz              | HC Slovan Ústečtí Lvi   | 94,09 %   |
| 2011/2012 | Libor Kašík                 | HC Olomouc              | 94,35 %   |
| 2012/2013 | Miroslav Hanuljak           | SK Kadaň                | 94,08 %   |
| 2013/2014 | Tomáš Vošvrda               | HC Olomouc              | 94,36 %   |
| 2014/2015 | Jan Strmeň                  | Piráti Chomutov         | 95,17 %   |
| 2015/2016 | David Honzík                | HC Dukla Jihlava        | 93,70 %   |
| 2016/2017 | Miroslav Svoboda            | HC Dukla Jihlava        | 94,43 %   |
| 2017/2018 | Filip Novotný               | HC Energie Karlovy Vary | 94,90 %   |
| 2018/2019 | Lukáš Klimeš                | HC Zubr Přerov          | 92,63 %   |
| 2019/2020 | Lukáš Klimeš                | HC Zubr Přerov          | 94,22 %   |
| 2020/2021 | David Gába                  | VHK ROBE Vsetín         | 92.20 %   |
| 2021/2022 | Jakub Málek                 | VHK ROBE Vsetín         | 93,21 %   |
| 2022/2023 | Patrik Švančara             | HC Frýdek-Místek        | 93,46 %   |
| 2023/2024 | Michal Postava              | HC Zubr Přerov          | 94,28 %   |
| 2024/2025 | Vojtěch Mokry               | HC Zubr Přerov          | 93,11 %   |